# Mercy (Duffy-Lied)
Mercy (englisch für „Barmherzigkeit“) ist ein Lied der britischen Popsängerin Duffy aus dem Jahr 2008.

## Entstehung und Veröffentlichung
Geschrieben wurde das Lied von der Interpretin selbst, zusammen mit dem Koautoren Steve Booker. Der Liedtext wurde dabei in englischer Sprache verfasst und die Musik in G-Dur mit 130 Schlägen pro Minute komponiert. Booker zeichnete zudem auch für die Produktion verantwortlich.
Die Erstveröffentlichung von Mercy erfolgte als Single am 11. Februar 2008 bei den Musiklabels A&M Records und Polydor. Diese erschien weltweit in verschiedenen Ausführungen als physische Maxi-Single sowie zum Download. Es erschien unter anderem eine 7″-Single mit der B-Seite Save It for Your Prayers (Katalognummer: 176 178-2), eine 2-Track-CD-Single mit der B-Seite Tomorrow (Katalognummer: 176 427-6) oder auch eine CD-Maxi-Single mit den B-Seiten Tomorrow, Oh Boy und Save It for Your Prayers (Katalognummer: 06025 1764278). Am 3. März 2008 erschien das Lied als Teil von Rockferry (Katalognummer: 175 642-3), dem ersten Studioalbum von Duffy.

## Inhalt
Das Lied thematisiert die „befreiende Lust“ der Sängerin auf Sex.

## Musikvideo
Das dazugehörige Musikvideo entstand unter der Regie von Daniel Wolfe und verzeichnete bis Februar 2025 über 107 Millionen Aufrufe auf der Videoplattform YouTube.

## Kommerzieller Erfolg

### Chartplatzierungen
| ChartsChartplatzierungen       | Höchstplatzierung | Wochen |
| ------------------------------ | ----------------- | ------ |
| Deutschland (GfK)              | 1 (42 Wo.)        | 42     |
| Österreich (Ö3)                | 1 (42 Wo.)        | 42     |
| Schweiz (IFPI)                 | 1 (65 Wo.)        | 65     |
| Vereinigte Staaten (Billboard) | 27 (20 Wo.)       | 20     |
| Vereinigtes Königreich (OCC)   | 1 (57 Wo.)        | 57     |

| ChartsJahrescharts (2008)    | Platzierung |
| ---------------------------- | ----------- |
| Deutschland (GfK)            | 6           |
| Österreich (Ö3)              | 5           |
| Schweiz (IFPI)               | 3           |
| Vereinigtes Königreich (OCC) | 3           |

### Auszeichnungen für Musikverkäufe
| Land/Region                  | Auszeichnungen für Musikverkäufe (Land/Region, Auszeichnung, Verkäufe) | Verkäufe  |
| ---------------------------- | ---------------------------------------------------------------------- | --------- |
| Australien (ARIA)            | Platin                                                                 | 70.000    |
| Belgien (BRMA)               | Gold                                                                   | 15.000    |
| Brasilien (PMB)              | Gold                                                                   | 30.000    |
| Dänemark (IFPI)              | 2× Platin                                                              | 30.000    |
| Deutschland (BVMI)           | Platin                                                                 | 150.000   |
| Neuseeland (RMNZ)            | Platin                                                                 | 15.000    |
| Österreich (IFPI)            | Gold                                                                   | 15.000    |
| Schweden (IFPI)              | Gold                                                                   | 10.000    |
| Schweiz (IFPI)               | Platin                                                                 | 30.000    |
| Spanien (Promusicae)         | 3× Platin                                                              | 60.000    |
| Vereinigte Staaten (RIAA)    | Platin                                                                 | 1.000.000 |
| Vereinigtes Königreich (BPI) | 2× Platin                                                              | 1.200.000 |
| Insgesamt                    | 4× Gold · 12× Platin ·                                                 | 2.625.000 |